# Robert Nemcsics
Robert Nemcsics (ur. 21 września 1961 w miejscowości Trenczyńskie Cieplice) – słowacki polityk, w latach 2002–2003 wicepremier i minister gospodarki, od 2007 do 2011 przewodniczący Sojuszu Nowego Obywatela.

## Życiorys
W 1986 ukończył studia w Wyższej Szkole Ekonomicznej w Bratysławie. Pracował jako redaktor ekonomiczny i spiker w Radiu Czechosłowackim oraz Telewizji Słowackiej. Na początku lat 90. związany z Rock FM rádio w Bratysławie, gdzie zajmował się marketingiem, następnie podobną pracę wykonywał dla lokalnego przedstawiciela Volkswagena w Bratysławie. W latach 1996–1998 zatrudniony w ministerstwie finansów, następnie w spółkach I.I.T.T. corp./Slovart a.s. i E-Trade a.s. W 2001 przystąpił do Sojuszu Nowego Obywatela, z ramienia którego uzyskał w 2002 mandat posła do Rady Narodowej. Objął następnie funkcję wicepremiera i ministra gospodarki w centroprawicowym rządzie Mikuláša Dzurindy. W 2003 podał się do dymisji w związku z konfliktem wewnątrz ANO, po czym powrócił do wykonywania zawieszonego mandatu poselskiego jako parlamentarzysta niezrzeszony. W 2007 został wybrany na nowego przewodniczącego ANO, zajmował to stanowisko do 2011.